# Bruno Gama
Bruno Gama (* 15. November 1987 in Vila Verde, eig. Bruno Alexandre Vilela Gama) ist ein portugiesischer Fußballspieler.

## Karriere

### Verein
Gama wurde in der Nachwuchsabteilung des portugiesischen Erstligisten Sporting Braga ausgebildet. Bereits im Alter von 16 debütierte er in der Profimannschaft, wodurch er das Interesse anderer Vereine weckte. Im Sommer 2004 verpflichtete ihn der FC Porto.
Dort konnte er sich jedoch vorerst nicht durchsetzen und absolvierte einen Großteil seiner Spiele in der zweiten Mannschaft des Ligaprimus. Um ihm aber Spielpraxis in der höchsten Spielklasse zu gewähren, wurde er in den folgenden Jahren an Ligakonkurrenten verliehen. Erst kehrte Gama zu seinem Jugendverein zurück, danach kam er auf nahezu 60 Einsätze bei Vitória Setúbal.
Trotzdem konnte er die Clubführung in Porto nicht von seinen Qualitäten überzeugen und wurde schließlich im Sommer 2009 an den portugiesischen Erstligisten FC Rio Ave verkauft. Dort spielte er sich in die Startelf und absolvierte in zwei Spielzeiten nahezu alle Pflichtspiele. Durch seine überzeugenden Leistungen wurden auch ausländische Clubs auf ihn aufmerksam, sodass ihn im Sommer 2011 schließlich der spanische Erstligist Deportivo La Coruña verpflichtete. 2013 wechselte er zu Dnipro Dnipropetrowsk. Dort verbrachte er drei Jahre, bevor er zu Deportivo La Coruña zurückkehrte.
Nachdem er im Februar 2018 kurzzeitig vereinslos war, schloss er sich der AD Alcorcón an. Nach nur einem halben Jahr verließ er den Verein wieder und wechselte nach Griechenland zu Aris Thessaloniki.

### Nationalmannschaft
Für sein Heimatland nahm Gama an der U-17-Europameisterschaft 2003 teil. Auf heimischen Boden konnte er den Wettbewerb durch ein 2:1 im Finale gegen Spanien gewinnen. Weniger erfolgreich partizipierte er an der U-19-Europameisterschaft 2006 sowie an der U-20-Weltmeisterschaft 2007, wo er mit Portugal jeweils in der Gruppenphase ausschied.
Für die U-21-Mannschaft seines Landes wurde er im Herbst 2007 ebenfalls berufen.